# Atentado al edificio del DAS
El atentado al edificio del DAS fue un ataque terrorista ocurrido el miércoles 6 de diciembre de 1989 en Bogotá, Colombia, perpetrado por el Cartel de Medellín con el objetivo de asesinar al entonces director del Departamento Administrativo de Seguridad (DAS), Miguel Alfredo Maza Márquez, quien se había convertido en una de las principales autoridades involucradas en combatir al capo del narcotráfico, Pablo Escobar y a la agrupación autodenominada Los Extraditables.
El General Maza Márquez resultó ileso debido a que su oficina estaba blindada, pero el atentado con autobús cargado con 9000 kilos de dinamita dejaría un saldo de 63 muertos y unos 600 heridos. El ataque contra este organismo de inteligencia colombiano ocurrió solo una semana después del atentado al vuelo 203 de Avianca, también organizado y perpetrado por sicarios al servicio del Cartel de Medellín.
Se considera el mayor ataque terrorista acontecido en la historia de Colombia y América Latina, siendo comparado únicamente con el Atentado a la AMIA de 1994 en Buenos Aires, Argentina.

## Antecedentes
Debido a la guerra contra el narcotráfico, el gobierno de los Estados Unidos presionó a la dirigencia política colombiana para que aprobara en el Congreso colombiano la extradición de ciudadanos colombianos hacia los Estados Unidos para que fuesen juzgados bajo cargos de narcotráfico en cortes federales estadounidenses.
El cartel de Medellín y otros narcotraficantes formaron el grupo de Los Extraditables para luchar frontal y militarmente contra el Estado colombiano, para prevenir la aprobación de las leyes de extradición hacia Estados Unidos. Con el atentado, los mafiosos buscaron desafiar al gobierno del presidente colombiano Virgilio Barco.
Pablo Escobar y Gonzalo Rodríguez Gacha tuvieron la intención, en su guerra contra el Estado, de asesinar al director del DAS de ese entonces, el general Miguel Alfredo Maza Márquez. Además, con la explosión los mafiosos buscaban que se destruyeran archivos judiciales y de inteligencia allí contenidos contra el cartel.
Adicionalmente, el cartel de Medellín se enfrentaba violentamente al cartel de Cali por el control del narcotráfico e influencia política en Colombia. Según Jhon Jairo Velásquez alias "'Popeye", Escobar y el Cartel de Medellín buscaban "tumbar un servicio de inteligencia que estaba a favor del cartel de Cali". Aunque en dicha época no era conocida la relación, Maza Márquez mantuvo vínculos cercanos con grupos paramilitares de la región del Magdalena Medio, asociados con elementos de Los PEPES y Los Extraditables. El enlace entre Maza Márquez y Pablo Escobar era un jefe paramilitar llamado Henry Pérez, a quien el Director del DAS le encargaba "trabajos sucios" a los paramilitares para atacar a las narcoguerrillas colombianas.
Previo al atentado contra el edificio del DAS, el Cartel de Medellín atentó sin éxito contra la vida de Maza Márquez el 30 de mayo del mismo año en Bogotá. Desconocidos activaron una carga explosiva contra el carro en el que se movilizaba Maza Márquez sobre la carrera 7 en Bogotá. El vehículo quedó averiado, por lo que Maza Márquez tomó un taxi y se fue al Hospital Militar.

## Planeación
Los autores intelectuales del ataque fueron los jefes máximos del cartel de Medellín, Pablo Escobar Gaviria, alias "El Patrón" y Gonzalo Rodríguez Gacha, alias "El Mexicano". Escobar encargó a uno de sus sicarios más cercanos, John Jairo Arias Tascón, alias "Pinina", con el plan para atacar el edificio del DAS. En el plan inicial Escobar y alias "Pinina" consideraron usar enfermos terminales de cáncer en avionetas para estrellarse como kamikaze contra el edificio del DAS y pagarles grandes sumas de dineros a sus familiares, pero la idea no prosperó debido a que no habían pilotos con cáncer terminal. El plan más viable para el ataque entonces sería un bus-bomba con logotipos de la empresa de acueducto de Bogotá para no crear suspicacias.
Escobar financió el ataque mediante cuentas bancarias usadas por su sicario John Jairo Arias Tascón, alias "Pinina". Escobar habría destinado COP$1.000 millones de pesos.
En noviembre de 1989, una semana previo al ataque, miembros del Cartel de Medellín robaron un bus de la Empresa de Acueducto y Alcantarillado de Bogotá modelo 1986, de placas SB6765. El bus fue cargado con 500 kilos de dinamita amonaquial que habrían adquirido en Ecuador. El chasis del bus habría sido modificado para aguantar el peso de los explosivos, y estos habrían sido conducidos desde Ecuador por varias regiones de Colombia hasta llegar a Bogotá, según versión de alias "Popeye".
Un individuo llamado Guillermo Alfonso Gómez Hincapié habría estado trabajando para el Cartel de Medellín, habría entablado una relación sentimental con una empleada del DAS para así obtener información y posible acceso al edificio. Gómez Hincapié luego contrató a Eduardo Tribín Cárdenas para alquilar un bodega al sur de la ciudad de Bogotá, en donde guardaron los explosivos que serían usados en el atentado.
La masiva carga explosiva estaba destinada a destruir el edificio de 9 niveles que alojaba al director del DAS, y cuya oficina estaba blindada como un búnker.
Según una declaración posterior de alias "Popeye", la carga explosiva de dinamita no fue dirigida hacía el edificio, sino una carga que explotaría indiscriminadamente, también con el fin de matar tanto a los falsos positivos del asesinato de Luis Carlos Galán como a los culpables capturados días antes.

## Atentado
Bajo supervisión del sicario alias "Pinina", el miércoles 6 de diciembre de 1989 a las 07:32 a. m., la poderosa carga explosiva camuflada en el bus fue detonada frente a las instalaciones del Departamento Administrativo de Seguridad (DAS), en el sector de Paloquemao, en la intersección de la Carrera 28 con Calle 18A de la capital colombiana.
La explosión destruyó el edificio del DAS y dejó un cráter de 4 m de profundidad por 13 de diámetro. La onda expansiva alcanzó un radio de diez manzanas a la redonda (unos 3 km). En el hecho murieron 63 personas entre funcionarios y transeúntes. Las pérdidas materiales fueron cuantiosas, no solo en el edificio —que quedó destruido en su fachada—, sino también las casas, y negocios aledaños. Más de 300 establecimientos comerciales de la zona de Paloquemao quedaron arrasados, así como edificios de departamentos, 15 corporaciones financieras, 15 bancos, más de 200 juzgados y 70 fiscalías, donde además se destruyeron expedientes judiciales.
Algunos cuerpos fueron tan despedazados, y al no contar con elementos forenses adecuados para su identificación, las autoridades no pudieron realizar un reconocimiento y entregaron urnas simbólicas a los familiares, como había ocurrido con las víctimas del atentado al vuelo 203 
la semana anterior. Gran parte de las personas que resultaron levemente heridas o con mutilaciones fueron transeúntes civiles, personas que estaban en las inmediaciones del edificio conduciendo diligencias en el organismo.

## Responsables
El atentado fue atribuido al Cartel de Medellín y a sus máximos jefes. Los investigadores descubrieron una red de colaboradores. Por el hecho fueron acusados Guillermo Alfonso Gómez Hincapié, Eduardo Tribín Cárdenas, Fredy José, Cielo Adriana Márquez Lozano, Luis Alberto Cárdenas Garzón y Lina María Restrepo, y finalmente Pablo Escobar Gaviria como autor intelectual del atentado junto a su socio Gonzalo Rodríguez Gacha.
Entre los colaboradores cercanos a Escobar para el ataque figuró el sicario John Jairo Arias Tascón, alias "Pinina". También el ciclista Gonzalo Marín, quien según las investigaciones de las autoridades colombianas, hacía parte de la estructura criminal del Cartel de Medellín, manejando dinero y sirviendo como soporte para los atentados realizados en Bogotá y en otras ciudades del país.
El 17 de febrero de 1993, el sicario del Cartel de Medellín, Carlos Mario Alzate Urquijo, alias "Arete", se entregó ante las autoridades colombianas y se autoincriminó en el ataque terrorista al avión de Avianca y en el atentado a la sede del DAS. Alzate Urquijo condenado a 20 años por el atentado de Avianca, pero obtuvo beneficios por su sometimiento a la justicia y quedó en libertad el 27 de noviembre de 2001. Posteriormente, Alzate obtuvo una nueva identidad y se estableció en España.
Rodríguez Gacha fue abatido por Policía colombiana en una operación militar en Coveñas, Sucre, el 15 de diciembre de 1989, mientras que Pablo Escobar fue abatido por la Policía colombiana el 2 de diciembre de 1993 en Medellín, Antioquia durante un enfrentamiento a bala.

## Consecuencias
El narcoterrorismo perpetrado por Pablo Escobar y Los Extraditables surtió efecto al lograr presionar para que el congreso colombiano prohibiera la extradición de colombianos a los Estados Unidos. El temor a represalias por parte del Cartel de Medellín continuaría durante el período presidencial de César Gaviria. Según alias "Popeye", el atentado al edificio del DAS fue una estrategia del cartel para llegar fuertes a una eventual negociación de entrega con el gobierno colombiano.
En noviembre de 2011, el Consejo de Estado de Colombia determinó que el DAS debía indemnizar a las víctimas del atentado perpetrado a su sede por orden de narcotraficantes.
Maza Márquez y Pablo Escobar terminarían también ambos involucrados en el asesinato del dirigente liberal Luis Carlos Galán ocurrido en agosto de ese año.

## Filmografía
El episodio 51 de la serie Escobar: el patrón del mal narra estos hechos.
El episodio 14 de la serie Bloque de búsqueda (serie de televisión) narra estos hechos.
Tercera Temporada de la serie El General Naranjo.
El episodio 8 del temporada 2 de la serie Narcos cuenta el atentado y sus consecuencias.